# Hanya Yanagihara
Hanya Yanagihara (Los Angeles, 1974. szeptember 20. –) amerikai regényíró, szerkesztő és utazási író. Hawaiin nőtt fel. Leginkább A Little Life című bestseller regényéről ismert, amely a 2015-ös Booker-díjra esélyes volt, valamint arról, hogy a T Magazine főszerkesztője.

## Fiatalkora
Hanya Yanagihara 1974-ben született Los Angelesben. Édesapja, Ronald Yanagihara hematológus/onkológus Hawaiiról származik, édesanyja pedig Szöulban született. Yanagihara apja révén japán, anyja révén koreai származású. Gyerekkorában gyakran költözött családjával, élt Hawaiin, New Yorkban, Marylandben, Kaliforniában és Texasban. A hawaii Punahou Schoolba járt, mielőtt 1995-ben elvégezte a Smith College főiskolát.
Yanagihara elmondta, hogy apja már kislányként megismertette vele Philip Roth műveit és „bizonyos korú brit írókat”, mint Anita Brookner, Iris Murdoch és Barbara Pym. Pymről és Brooknerről azt mondja, hogy „van bennük egy olyan gyanakvás a mesterséggel szemben, ami nemzedékük férfi íróiban nem volt meg, egy metafizikai számvetés, hogy valójában mit is tesz a világért”. Azt mondta, hogy „a kortárs írók közül Hilary Mantelt, Kazuo Ishigurót és John Banville-t csodálom a legjobban”.

## Pályája
A főiskola után Yanagihara New Yorkba költözött, és több évig publicistaként dolgozott. A Condé Nast Travelernek írt és szerkesztett.
Első regényét, a részben Daniel Carleton Gajdusek virológus megtörtént esetén alapuló The People in the Trees címűt 2013 egyik legjobb regényeként méltatták.
A Little Life (Egy kis élet) című könyve 2015. március 10-én jelent meg, és széles körű kritikai elismerést kapott. A könyvet jelölték a 2015-ös Man Booker Prize for fiction díjra, a 2016-os Women's Prize for Fiction-ra és elnyerte a 2015-ös Kirkus Prize for fiction díjat. Yanagihara a 2015-ös National Book Award in Fiction döntőjébe is bekerült. Az A Little Life szembeszállt a szerkesztő, Yanagihara ügynöke és maga a szerző várakozásaival, miszerint nem fog jól fogyni.
Yanagihara úgy jellemezte a könyv megírását, hogy a legjobb pillanatában „olyan dicsőséges volt, mint a szörfözés; olyan érzés volt, mintha valami olyasvalamin szárnyalnék, amit nem tudtam megidézni, de elég szerencsés voltam, hogy elkaphattam, ha csak egy pillanatra is”. A legrosszabbkor úgy éreztem, hogy valahogy elveszítem a könyv feletti tulajdonjogomat. Furcsa módon olyan érzés volt, mintha azok közé az emberek közé tartoznék, akik örökbe fogadnak egy tigrist vagy oroszlánt, amikor a macska még csecsemő, ölelgethető és kezelhető, és aztán döbbenten és csodálkozva nézik, amikor az felnőttként ellenük fordul”. A könyvet annak illusztrálására javasolta, hogy mikor lehet helyénvaló az öngyilkosság, szkepticizmusát fejezte ki azzal a meggyőződéssel, hogy „az élet mindig a megoldás”.
2015-ben elhagyta a Condé Nastot, és a T: The New York Times Style Magazine helyettes szerkesztője lett. Elmondása szerint miután második regénye bestseller lett, a kiadói szakmában értetlenül álltak a döntése előtt, hogy a T-nél vállalt munkát. A kiadói világot „provinciális közösségként jellemezte, amely nagyjából olyan sznob, mint a divatipar”, és azt mondta: „Olyan alattomos megjegyzéseket kaptam, hogy »Ó, nem is tudtam, hogy vannak olyan szavak [a T Magazine-ban], amelyeket érdemes olvasni«”. Arról, hogy szerkesztőként dolgozik, miközben mellékállásban szépirodalmat ír, azt mondja: „Soha nem csináltam másképp”. 2017-ben a T főszerkesztője lett.
Harmadik regénye, a To Paradise 2022. január 11-én jelent meg, és a The New York Times bestsellerlistájának első helyére került.

## Díjai
- 2015 Kirkus Prize, A Little Life[19]

## Művei
- The People in the Trees, 2013
- A Little Life, 2015
- To Paradise, 2022

### Magyarul megjelent
- Egy kis élet (A Little Life) – Maxim, Szeged, 2017 · ISBN 9789632618647 · Fordította: Bozai Ágota
- A paradicsomba (To Paradise) – Jelenkor, Budapest, 2022 · ISBN 9789635181391 · Fordította: Greskovits Endre

## Fordítás
- Ez a szócikk részben vagy egészben  a   Hanya Yanagihara című angol Wikipédia-szócikk fordításán alapul.  Az eredeti cikk szerkesztőit annak laptörténete sorolja fel. Ez a jelzés csupán a megfogalmazás eredetét és a szerzői jogokat jelzi, nem szolgál a cikkben szereplő információk forrásmegjelöléseként.